# 新基駅 (大邱広域市)
新基駅（シンギえき）は、大韓民国大邱広域市東区にある大邱交通公社1号線の駅である。駅番号は143。

## 駅構造
- 相対式ホーム2面2線の地下駅。

## 駅周辺
- 新基中学校
- 大邱栗下初等学校
- 大邱栗園初等学校
- 安心市民体育公園
- 安心1洞住民センター
- 安心社会福祉館
- 安心住公アパート

## 歴史
- 1998年5月2日 - 開業。

## 隣の駅
大邱交通公社
●1号線
栗下駅 (142) - 新基駅 (143) - 半夜月駅 (144)